# Đường sắt tốc độ cao ở Trung Quốc

Bản đồ mạng đường sắt với các đường thông thường được nâng cấp hoặc xây dựng để phù hợp với CRH được hiển thị bằng màu cam (160–250 km/h), đường cao tốc thứ cấp màu xanh lá cây (200–299 km/h), và xanh biển (trên 300 km/h).

Đường sắt tốc độ cao ở Trung Quốc là mạng lưới đường sắt dành riêng cho hành khách được thiết kế cho tốc độ  250–350 km/h (155–217 mph). Đây là mạng lưới mạng đường sắt cao tốc dài nhất thế giới và cũng được sử dụng rộng rãi nhất.
Vào cuối năm 2018, mạng lưới đường sắt cao tốc ở Trung Quốc đã mở rộng tới 30 trong số 33 đơn vị hành chính cấp tỉnh và đạt tổng chiều dài 29.000 km (18.000 mi), chiếm khoảng 2/3 tuyến đường sắt cao tốc trên thế giới trong dịch vụ thương mại. Sự bùng nổ xây dựng HSR tiếp tục với mạng HSR được thiết lập để đạt 38.000 km (24.000 mile) vào năm 2025.
Hầu như tất cả các chuyến tàu, đường ray và dịch vụ đường sắt cao tốc đều được sở hữu và vận hành bởi Tập đoàn Đường sắt Trung Quốc dưới thương hiệu Đường sắt cao tốc Trung Quốc (CRH). Dịch vụ tàu cao tốc tốc độ cao đường sắt Trung Quốc (CRH) được giới thiệu vào tháng 4 năm 2007 với các bộ tàu cao tốc có tên Hòa Giai Hiệu (giản thể: 和谐号; phồn thể: 和諧號; bính âm: Héxié Hào; nghĩa đen 'Hài Hòa') và Phục Hưng Hiệu (giản thể: 复兴号; phồn thể: 復興號; bính âm: Fùxīng Hào; nghĩa đen 'Phục Hưng') chạy ở tốc độ từ 250 km/h đến 350 km/h trên đường sắt tốc độ cao được nâng cấp / chuyên dụng. Đường sắt liên tỉnh Bắc Kinh - Thiên Tân, được khai trương vào tháng 8 năm 2008 và có thể vận chuyển các tàu cao tốc với tốc độ 350 km/h, là tuyến HSR dành riêng cho hành khách đầu tiên.
Đường sắt cao tốc phát triển nhanh chóng ở Trung Quốc trong 15 năm qua với sự tài trợ đáng kể từ chính phủ Trung Quốc, đặc biệt là chương trình kích thích kinh tế trong cuộc Đại suy thoái. Việc loại bỏ Bộ trưởng Đường sắt Lưu Chí Quân vì tham nhũng và tai nạn đường sắt cao tốc gây tử vong gần Ôn Châu năm 2011 đã gây lo ngại về an toàn cũng như khả năng chi trả, bền vững tài chính và tác động môi trường.
Các tàu cao tốc đầu tiên của Trung Quốc đã được nhập khẩu hoặc xây dựng theo thỏa thuận chuyển giao công nghệ với các nhà sản xuất tàu nước ngoài bao gồm Alstom, Siemens, Bombardier và Kawasaki Heavy Industries. Kể từ khi hỗ trợ công nghệ ban đầu, các kỹ sư Trung Quốc đã thiết kế lại các thành phần tàu hỏa nội bộ và xây dựng các đoàn tàu bản địa do Tập đoàn CRRC nhà nước sản xuất.
Sự ra đời của đường sắt cao tốc ở Trung Quốc đã giảm đáng kể thời gian đi lại và đã thay đổi xã hội và nền kinh tế Trung Quốc. Một nghiên cứu của Ngân hàng Thế giới cho thấy "một loạt khách du lịch có mức thu nhập khác nhau chọn HSR vì sự thoải mái, thuận tiện, an toàn và đúng giờ." 
Các tuyến HSR đáng chú ý ở Trung Quốc bao gồm Đường sắt cao tốc Bắc Kinh - Quảng Châu, với 2.298 km (1.428 mi) là tuyến HSR dài nhất thế giới đang hoạt động, tuyến đường sắt cao tốc Bắc Kinh - Thượng Hải với các dịch vụ tàu thông thường chạy nhanh nhất thế giới và Tàu đệm từ Thượng Hải, tàu đệm từ thương mại tốc độ cao đầu tiên trên thế giới, có các đoàn tàu chạy trên đường ray không thông thường và đạt tốc độ tối đa 430 km/h (267 mph).

## Lịch sử

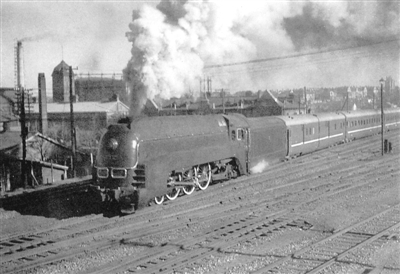
Đầu máy hơi nước Asia Express, hoạt động thương mại từ năm 1934 đến 1943 tại Mãn Châu có thể đạt tới 130 km/h (81 dặm / giờ) và là một trong những chuyến tàu nhanh nhất ở châu Á.

### Tiền thân
Ví dụ sớm nhất về dịch vụ tàu thương mại tốc độ cao ở Trung Quốc là Asia Express, một chuyến tàu chở khách hạng sang hoạt động tại Mãn Châu do Nhật Bản kiểm soát từ 1934 đến 1943.Tàu chạy bằng hơi nước, chạy trên Đường sắt Nam Mãn Châu từ Đại Liên đến Tân Tỉnh (Trường Xuân), có tốc độ thương mại cao nhất là 110 km/h (68 mph) và tốc độ thử nghiệm là 130 km/h (81 mph).. Nó nhanh hơn các chuyến tàu nhanh nhất ở Nhật Bản vào thời điểm đó. Sau khi thành lập Cộng hòa Nhân dân Trung Hoa vào năm 1949, mô hình tàu này được đổi tên thành SL-7 và được Bộ trưởng Bộ Đường sắt Trung Quốc sử dụng.

### Kế hoạch ban đầu

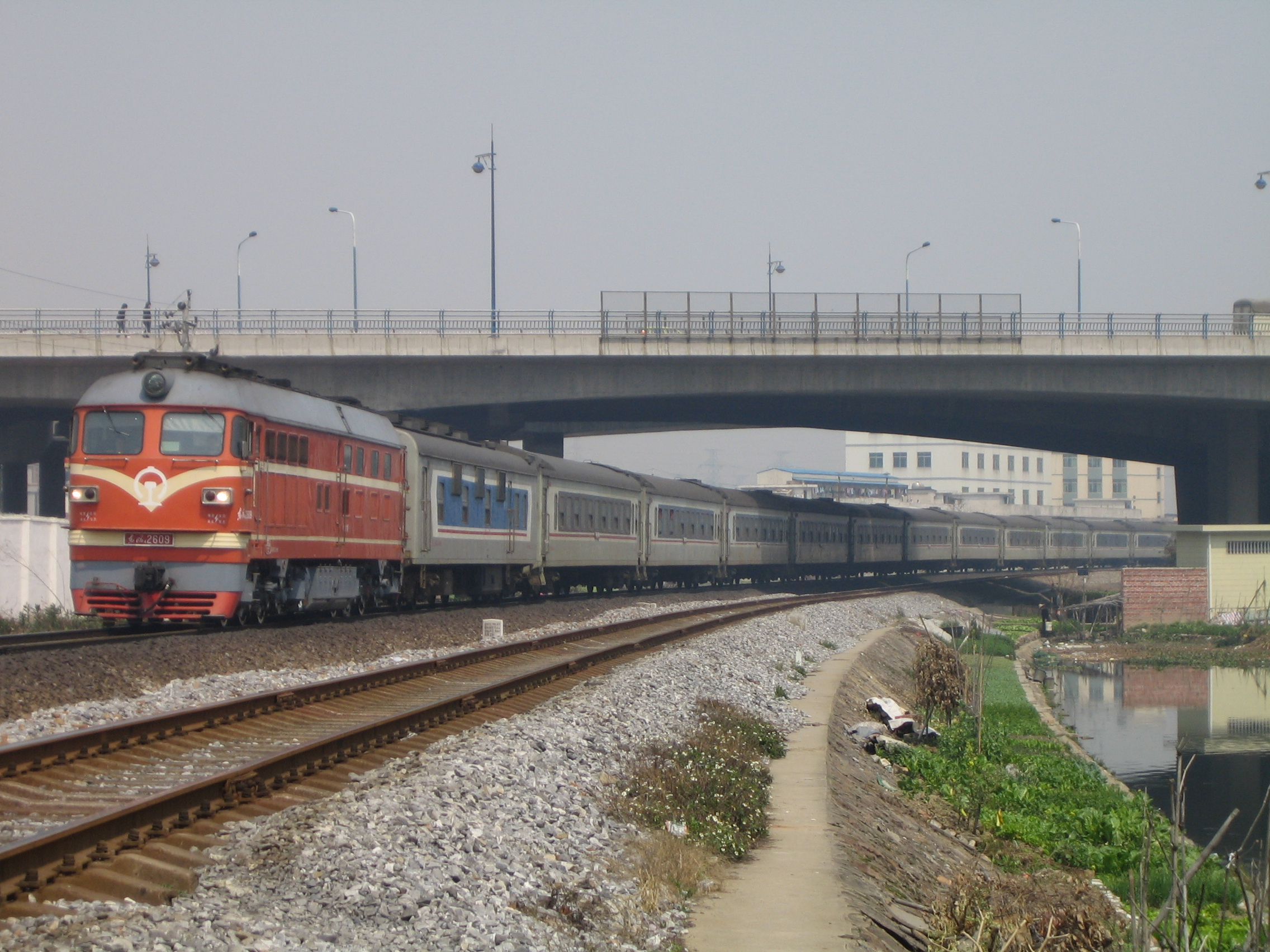
Đầu những năm 1990, đầu máy diesel ở Trung Quốc có thể đạt tốc độ tối đa 120 km/h trên các chuyến tàu chở khách. Tại đây, một đầu máy diesel N595 được hiển thị kéo xe khách trên Đường sắt Quảng Châu - Sanshui tại Phật Sơn năm 2008.

Kế hoạch nhà nước cho mạng lưới đường sắt cao tốc hiện tại của Trung Quốc bắt đầu vào đầu những năm 1990 dưới sự lãnh đạo mạnh mẽ của Đặng Tiểu Bình, người đã thiết lập cái gọi là "giấc mơ đường sắt cao tốc" sau chuyến thăm Nhật Bản năm 1978, nơi ông vô cùng ấn tượng bởi đường sắt cao tốc đầu tiên trên thế giới của Nhật Bản, Shinkansen. Vào tháng 12 năm 1990, Bộ Đường sắt (MOR) đã đệ trình lên Quốc hội Nhân dân Quốc gia một đề xuất xây dựng tuyến đường sắt cao tốc giữa Bắc Kinh và Thượng Hải. Vào thời điểm đó, Đường sắt Thượng Hải Bắc Kinh đã có khả năng và đề xuất này được Ủy ban Khoa học & Công nghệ, Ủy ban Kế hoạch Nhà nước, Ủy ban Kinh tế & Thương mại Nhà nước và MOR cùng nghiên cứu. Vào tháng 12 năm 1994, Hội đồng Nhà nước đã ủy thác một nghiên cứu khả thi cho dòng này.
Các nhà hoạch định chính sách đã tranh luận về sự cần thiết và khả năng kinh tế của dịch vụ đường sắt cao tốc. Những người ủng hộ lập luận rằng đường sắt tốc độ cao sẽ thúc đẩy tăng trưởng kinh tế trong tương lai. Những người phản đối lưu ý rằng đường sắt tốc độ cao ở các quốc gia khác rất tốn kém và hầu như không có lợi. Quá đông trên các tuyến đường sắt hiện tại, họ nói, có thể được giải quyết bằng cách mở rộng công suất thông qua tốc độ và tần suất dịch vụ cao hơn. Năm 1995, Thủ tướng Li Peng tuyên bố rằng công tác chuẩn bị cho HSR Bắc Kinh Thượng Hải sẽ bắt đầu trong Kế hoạch 5 năm lần thứ 9 (1996 2000, 2000), nhưng việc xây dựng đã không được lên kế hoạch cho đến thập kỷ đầu tiên của thế kỷ 21.

### Các chiến dịch "Tăng tốc"
Năm 1993, dịch vụ tàu hỏa thương mại ở Trung Quốc chỉ đạt trung bình 48 km/h (30 dặm / giờ) và đang dần mất thị phần đối với hàng không và đường cao tốc trên mạng lưới đường cao tốc mở rộng của đất nước. MOR tập trung vào các nỗ lực hiện đại hóa trong việc tăng tốc độ và công suất dịch vụ trên các tuyến hiện có thông qua theo dõi kép, điện khí hóa, cải thiện cấp độ (thông qua các đường hầm và cầu), giảm độ cong và lắp đặt đường ray hàn liên tục. Qua năm vòng chiến dịch "Tăng tốc" vào tháng 4 năm 1997, tháng 10 năm 1998, tháng 10 năm 2000, tháng 11 năm 2001 và tháng 4 năm 2004, dịch vụ hành khách trên 7.700 km (4.800 dặm) đường ray hiện có đã được nâng cấp để đạt tốc độ cao dưới 160 km/h (100 mph).
Một ví dụ đáng chú ý là Đường sắt Quảng Châu - Thâm Quyến, vào tháng 12 năm 1994 đã trở thành tuyến đầu tiên ở Trung Quốc cung cấp dịch vụ tốc độ cao 160 km/h (99 dặm Anh/giờ) sử dụng đầu máy diesel lớp DF sản xuất trong nước. Tuyến đã được điện khí hóa vào năm 1998 và các chuyến tàu X 2000 do Thụy Điển sản xuất đã tăng tốc độ dịch vụ lên 200 km/h (124 dặm/giờ). Sau khi hoàn thành tuyến đường thứ ba vào năm 2000 và lần thứ tư vào năm 2007, tuyến này đã trở thành tuyến đầu tiên ở Trung Quốc chạy dịch vụ vận tải hành khách và vận tải hàng hóa tốc độ cao trên các tuyến đường riêng biệt.
Việc hoàn thành vòng thứ sáu của Chiến dịch "Tăng tốc" vào tháng 4 năm 2007 đã đưa dịch vụ HSR đến các tuyến hiện có hơn: 423 km (263 mi) có thể chạy tàu 250 km/h (155 mph) và 3.002 km (1.865 mi) có thể chạy tàu 200 km/h (124 mph).. Trong tất cả, tốc độ di chuyển tăng trên 22.000 km (14.000 mi), hoặc một phần năm của mạng lưới đường sắt quốc gia và tốc độ trung bình của tàu chở khách cải thiện lên 70 km/h (43 dặm / giờ). Việc giới thiệu thêm dịch vụ bay thẳng giữa các thành phố lớn cũng giúp giảm thời gian đi lại. Chuyến tàu tốc hành thẳng từ Bắc Kinh đến Phúc Châu rút ngắn thời gian di chuyển từ 33,5 xuống còn dưới 20 giờ. Ngoài việc theo dõi và lên lịch cải tiến, MOR cũng triển khai các đoàn tàu CRH nhanh hơn. Trong Chiến dịch tăng tốc đường sắt lần thứ sáu, 52 tàu (CRH1, CRH2 và CRH5) đã đi vào hoạt động. Các đoàn tàu mới đã giảm thời gian di chuyển giữa Bắc Kinh và Thượng Hải xuống hai giờ xuống chỉ còn dưới 10 giờ. Một số nhà ga 295 đã được xây dựng hoặc cải tạo để cho phép tàu cao tốc.

### Cuộc tranh luận đường sắt thông thường và tàu đệm từ
Sự phát triển của mạng HSR ở Trung Quốc ban đầu bị trì hoãn bởi một cuộc tranh luận về loại công nghệ theo dõi sẽ được sử dụng. Vào tháng 6 năm 1998, tại một cuộc họp của Hội đồng Nhà nước với Viện Khoa học và Kỹ thuật Trung Quốc, Thủ tướng Zhu Rongji đã hỏi liệu tuyến đường sắt cao tốc giữa Bắc Kinh và Thượng Hải có còn được lên kế hoạch có thể sử dụng công nghệ maglev hay không. Vào thời điểm đó, các nhà quy hoạch được phân chia giữa việc sử dụng tàu cao tốc có bánh xe chạy trên đường ray tiêu chuẩn thông thường hoặc tàu bay từ trường chạy trên đường ray maglev đặc biệt cho mạng lưới đường sắt cao tốc quốc gia mới.
Maglev đã nhận được một sự thúc đẩy lớn vào năm 2000 khi Chính quyền thành phố Thượng Hải đồng ý mua một hệ thống xe lửa di chuyển nhanh từ Đức cho tuyến đường sắt 30,5 km (19,0 mi) nối từ sân bay quốc tế Phố Đông Thượng Hải và thành phố. Năm 2004, Tàu đệm từ Thượng Hải đã trở thành tàu maglev tốc độ cao được vận hành thương mại đầu tiên trên thế giới. Đây vẫn là chuyến tàu thương mại nhanh nhất thế giới với tốc độ tối đa là 430 km/h (268 dặm / giờ) và thực hiện chuyến đi 30,5 km (19,0 dặm) trong chưa đầy 7,5 phút. Mặc dù có lợi thế vượt trội về tốc độ, đệm từ vẫn chưa được sử dụng rộng rãi trong mạng lưới đường sắt cao tốc của Trung Quốc do chi phí cao, Đức từ chối chia sẻ công nghệ và lo ngại về an toàn. chi phí của Tàu đệm từ Thượng Hải được cho là 1,3 tỷ USD và được chính phủ Đức tài trợ một phần. Việc từ chối của Hiệp hội vận chuyển nhanh để chia sẻ công nghệ và sản xuất nguồn ở Trung Quốc đã khiến việc sản xuất maglev quy mô lớn tốn kém hơn nhiều so với công nghệ tàu cao tốc cho các dây chuyền thông thường. Cuối cùng, cư dân sống dọc theo tuyến đường maglev đề xuất đã làm dấy lên mối lo ngại về sức khỏe về tiếng ồn và bức xạ điện từ phát ra từ các đoàn tàu, mặc dù đánh giá môi trường của Viện Khoa học Môi trường Thượng Hải nói rằng đường dây này an toàn. Những lo ngại này đã ngăn cản việc xây dựng đề xuất mở rộng maglev cho Hàng Châu. Ngay cả kế hoạch khiêm tốn hơn để mở rộng maglev đến sân bay khác của Thượng Hải, Hồng Kiều, đã bị đình trệ. Thay vào đó, một tuyến tàu điện ngầm thông thường được xây dựng để kết nối hai sân bay và một tuyến đường sắt cao tốc thông thường được xây dựng giữa Thượng Hải và Hàng Châu.
Trong khi tàu đệm từ đang thu hút sự chú ý đến Thượng Hải, công nghệ HSR theo dõi thông thường đang được thử nghiệm trên tuyến đường sắt hành khách Tần Hoàng Đảo - Thẩm Dương mới hoàn thành. Đường đo tiêu chuẩn, đường đôi, điện khí hóa dài 405 km này được xây dựng từ năm 1999 đến 2003. Vào tháng 6 năm 2002, một chuyến tàu DJF2 được sản xuất trong nước đã lập kỷ lục 292,8 km/ h trên đường ray. Chuyến tàu China Star (DJJ2) đã diễn ra cùng tháng 9 với kỷ lục mới là 321 km/h. Tuyến hỗ trợ dịch vụ tàu thương mại với tốc độ 200 chuyến 250 km/h và đã trở thành một đoạn của hành lang đường sắt giữa Bắc Kinh và Đông Bắc Trung Quốc. Tuyến Qinhuangdao-Thẩm Dương cho thấy khả năng tương thích cao hơn của HSR trên tuyến đường thông thường với phần còn lại của mạng lưới đường sắt tiêu chuẩn của Trung Quốc.
Năm 2004, Hội đồng Nhà nước Trung Quốc trong Kế hoạch phát triển đường sắt từ trung bình đến dài hạn, đã áp dụng công nghệ HSR theo dõi thông thường trên tuyến đường sắt cho tuyến đường sắt cao tốc Bắc Kinh Thượng Hải và ba tuyến đường sắt cao tốc bắc-nam khác. Quyết định này đã kết thúc cuộc tranh luận và dọn đường cho việc xây dựng nhanh chóng máy đo tiêu chuẩn, các tuyến HSR dành riêng cho hành khách ở Trung Quốc.

## Mua lại công nghệ nước ngoài
Mặc dù thiết lập các kỷ lục tốc độ trên đường thử, DJJ2, DJF2 và các tàu cao tốc được sản xuất trong nước khác không đủ tin cậy cho hoạt động thương mại.  Hội đồng Nhà nước Trung Quốc đã chuyển sang công nghệ tiên tiến ở nước ngoài nhưng đã nêu rõ trong các chỉ thị rằng việc mở rộng HSR của Trung Quốc chỉ có thể mang lại lợi ích cho các nền kinh tế nước ngoài. Sự mở rộng của Trung Quốc cũng phải được sử dụng để phát triển năng lực xây dựng tàu cao tốc của riêng mình thông qua chuyển giao công nghệ. Hội đồng Nhà nước, MOR và các nhà xây dựng tàu thuộc sở hữu nhà nước, China North Car (CNR) và China South Car (CSR) đã sử dụng thị trường lớn của Trung Quốc và cạnh tranh giữa các nhà sản xuất tàu nước ngoài để buộc chuyển giao công nghệ đường sắt cao tốc nước ngoài công nghệ, vì tàu cao tốc DJJ2 và DJF2 không đủ tin cậy trước khi chuyển giao công nghệ, điều này sau đó sẽ cho phép chính phủ Trung Quốc thông qua CRRC để thực hiện các chuyến tàu Fuxing Hao và Hexie Hao đáng tin cậy hơn. Sê-ri CRH380 (hoặc gia đình) của các đoàn tàu, ban đầu được xây dựng với sự hợp tác trực tiếp (hoặc trợ giúp) từ các nhà đào tạo nước ngoài. Nhưng tàu mới hơn dựa trên công nghệ được chuyển giao, giống như Hòa Hợp và Phục Hưng.
Năm 2003, MOR được cho là ủng hộ công nghệ Shinkansen của Nhật Bản, đặc biệt là dòng 700 series. Chính phủ Nhật Bản đã chào mời hồ sơ theo dõi 40 năm của Shinkansen và cung cấp tài chính thuận lợi. Một báo cáo của Nhật Bản đã hình dung ra một kịch bản thắng tất cả trong đó nhà cung cấp công nghệ chiến thắng sẽ cung cấp các chuyến tàu của Trung Quốc cho hơn 8.000 km (5.000 dặm) đường sắt cao tốc. Tuy nhiên, công dân Trung Quốc tức giận với sự phủ nhận sự tàn bạo của Thế chiến II của Nhật Bản đã tổ chức một chiến dịch trên web để phản đối việc trao các hợp đồng HSR cho các công ty Nhật Bản. Các cuộc biểu tình đã thu thập hơn một triệu chữ ký và chính trị hóa vấn đề này. MOR đã trì hoãn quyết định, mở rộng đấu thầu và áp dụng cách tiếp cận đa dạng để áp dụng công nghệ tàu cao tốc nước ngoài.
Vào tháng 6 năm 2004, MOR đã mời thầu để thực hiện 200 bộ tàu cao tốc có thể chạy 200 km/h (124 mph). Alstom của Pháp, Siemens của Đức, Bombardier Transport có trụ sở tại Đức và một tập đoàn Nhật Bản do Kawasaki dẫn đầu đều gửi hồ sơ dự thầu. Ngoại trừ Siemens đã từ chối hạ thấp nhu cầu của mình về CN ¥ 350 triệu mỗi bộ tàu và € 390 triệu cho việc chuyển giao công nghệ, ba phần còn lại đều được trao một phần hợp đồng. [25] Tất cả phải điều chỉnh các bộ huấn luyện HSR của họ thành các đơn vị tiêu chuẩn và lắp ráp chung của Trung Quốc thông qua các liên doanh địa phương (JV) hoặc hợp tác với các nhà sản xuất Trung Quốc. Bombardier, thông qua liên doanh với CSR's Sifang Locomactor and Cán Stock Co (CSR Sifang), Bombardier Sifang (Thanh Đảo) Transport Ltd (BST). đã giành được một đơn đặt hàng cho 40 bộ xe lửa tám chiếc dựa trên thiết kế Regina của Bombardier.  Những đoàn tàu này, được chỉ định là CRH1A, đã được giao vào năm 2006. Kawasaki đã giành được đơn đặt hàng cho 60 bộ xe lửa dựa trên Shinkansen Series E2 của nó với giá 9,3 tỷ yên. Trong số 60 bộ xe lửa, ba chiếc được giao trực tiếp từ Nagoya, Nhật Bản, sáu bộ được lắp ráp tại CSR Sifang Locomactor & Cán Stock, và 51 chiếc còn lại được sản xuất tại Trung Quốc sử dụng công nghệ chuyển giao với các linh kiện trong nước và nhập khẩu. Chúng được gọi là CRH2A. Alstom cũng đã giành được một đơn đặt hàng cho 60 bộ xe lửa dựa trên Pendolino mới được phát triển bởi Alstom-Ferroviaria ở Ý. Đơn đặt hàng có cấu trúc phân phối tương tự với ba chiếc được vận chuyển trực tiếp từ Savigliano cùng với sáu bộ dụng cụ được lắp ráp bởi Phương tiện đường sắt Changchun của CNR và phần còn lại được sản xuất tại địa phương với công nghệ chuyển giao và một số bộ phận nhập khẩu. Xe lửa với công nghệ Alstom mang ký hiệu CRH5.
Xe lửa với công nghệ Alstom mang ký hiệu CRH5.
Năm sau, Siemens đã chia sẻ lại nhóm đấu thầu của mình, hạ giá, tham gia đấu thầu cho 350 km/h (217 mph) và đã giành được đơn đặt hàng 60 chuyến tàu. Nó đã cung cấp công nghệ cho CRH3 C, dựa trên thiết kế ICE3 (lớp 403), cho Công ty TNHH Đường sắt Đường sắt. Công nghệ được chuyển giao bao gồm lắp ráp, thân xe, bogie, biến đổi lực kéo, biến áp lực kéo, động cơ kéo, kiểm soát lực kéo, hệ thống phanh và mạng lưới điều khiển tàu.

### Chuyển giao công nghệ
Đạt được công nghệ đường sắt cao tốc bản địa là mục tiêu chính của các nhà hoạch định nhà nước Trung Quốc. Các nhà sản xuất tàu Trung Quốc, sau khi nhận được chuyển giao công nghệ nước ngoài, đã có thể đạt được mức độ tự túc đáng kể trong việc tạo ra các tàu cao tốc thế hệ tiếp theo bằng cách phát triển khả năng bản địa để sản xuất các bộ phận chính và cải tiến các thiết kế nước ngoài. 
Ví dụ về chuyển giao công nghệ bao gồm động cơ kéo MT205 của Mitsubishi Electric và biến thể ATM9 cho CSR Zhuzhou Electric, động cơ kéo YJ92A của Hitachi và Alstom YJ87A Kéo động cơ đến CNR Yongji Electric, máy quay phim sê-ri TSG của Siemens cho Zhuzhou Gofront Electric. Hầu hết các thành phần của tàu CRH do các công ty Trung Quốc sản xuất là từ các nhà cung cấp địa phương, chỉ có một vài bộ phận được nhập khẩu.
Đối với các nhà sản xuất tàu nước ngoài, chuyển giao công nghệ là một phần quan trọng trong việc tiếp cận thị trường ở Trung Quốc. Bombardier, nhà sản xuất xe lửa nước ngoài đầu tiên thành lập liên doanh tại Trung Quốc, đã chia sẻ công nghệ sản xuất ô tô chở khách đường sắt và xe lăn từ năm 1998. Zhang Jianwei, Chủ tịch và Đại diện Quốc gia của Bombardier Trung Quốc, tuyên bố rằng trong năm 2009 phỏng vấn, bất kể công nghệ nào Bombardier có, bất cứ điều gì thị trường Trung Quốc cần, không cần phải hỏi. Bombardier chuyển giao tiên tiến và công nghệ trưởng thành cho Trung Quốc, nơi chúng tôi không coi là thị trường thử nghiệm. Không giống như các dòng khác đã nhập nguyên mẫu, tất cả các chuyến tàu CRH1 đã được lắp ráp tại liên doanh Bombardier, với CSR, Bombardier Sifang trong Thanh Đảo.
Sự hợp tác của Kawasaki cùng với CSR không kéo dài lâu. Trong vòng hai năm hợp tác với Kawasaki để sản xuất 60 bộ CRH2A, CSR bắt đầu vào năm 2008 để xây dựng các mẫu CRH2B, CRH2C và CRH2E tại nhà máy Sifang của mình mà không cần sự trợ giúp từKawasaki. Theo chủ tịch CSR Zhang Chenghong, CSR "đã thực hiện một bước đi táo bạo là hình thành một nền tảng phát triển hệ thống cho đầu máy xe lửa tốc độ cao và tiếp tục nâng cấp công nghệ thiết kế và sản xuất của nó. Sau đó, chúng tôi bắt đầu phát triển độc lập các tàu CRH tốc độ cao với vận tốc tối đa 300 dặm350 km mỗi giờ, cuối cùng đã ngừng hoạt động dây chuyền sản xuất vào tháng 12 năm 2007." Since then, CSR has ended its cooperation with Kawasaki. Kawasaki đã thách thức dự án đường sắt cao tốc của Trung Quốc về hành vi trộm cắp bằng sáng chế, nhưng đã lùi lại nỗ lực.
Từ tháng 6 đến tháng 9 năm 2005, MOR (Bộ đường sắt Trung Quốc) đã triển khai đấu thầu tàu cao tốc với tốc độ tối đa 350 km/h (217 mph), vì hầu hết các tuyến đường sắt cao tốc chính được thiết kế cho tốc độ tối đa 350 km/h hoặc cao hơn. Cùng với CRH3C, được sản xuất bởi Siemens và CNR Đường Sơn, CSR Sifang chào giá 60 bộ CRH2C.
Năm 2007, thời gian di chuyển từ Bắc Kinh đến Thượng Hải là khoảng 10 giờ với tốc độ cao nhất of 200 km/h (124 mph) trên bản nâng cấp Đường sắt Bắc Kinh - Thượng Hải. Để tăng khả năng vận chuyển, MOR đã đặt mua 70 tàu 16 toa từ CSR Sifang và BST, bao gồm 10 bộ CRH1B và 20 bộ tàu ngồi CRH2B, 20 bộ CRH1E và 20 bộ tàu ngủ CRH2E.
Xây dựng đường sắt cao tốc giữa Bắc Kinh và Thượng Hải, đường sắt cao tốc đầu tiên trên thế giới với tốc độ thiết kế là 380 km/h (236 mph), bắt đầu vào ngày 18 tháng 4 năm 2008, cùng năm đó, Bộ Khoa học và MOR đã đồng ý một kế hoạch hành động chung cho sự đổi mới bản địa của tàu cao tốc bản địa ở Trung Quốc. MOR sau đó đã ra mắt CRH1-350 (Bombardier và BST, được chỉ định là CRH380D), CRH2-350 (CSR, được chỉ định là CRH380A / AL) và CRH3-350 (CNR và Siemens, được chỉ định là CRH380B / BL & CRH380CL), để phát triển một thế hệ tàu CRH mới với tốc độ hoạt động hàng đầu là 380 km/h. Tổng cộng có 400 chuyến tàu thế hệ mới đã được đặt hàng. CRH380A / AL, tàu cao tốc bản địa đầu tiên của dòng CRH, được đưa vào phục vụ trên Đường sắt cao tốc Thượng Hải - Hàng Châu vào ngày 26 tháng 10 năm 2010.
Vào ngày 19 tháng 10 năm 2010, MOR đã công bố bắt đầu nghiên cứu và phát triển công nghệ đường sắt "siêu tốc độ", giúp tăng tốc độ tối đa của tàu hỏa lên hơn 500 km/h (311 mph).

### Các tuyến đường sắt cao tốc dành riêng giai đoạn đầu
Sau khi cam kết với đường sắt cao tốc thông thường vào năm 2006, nhà nước đã bắt đầu một chiến dịch đầy tham vọng để xây dựng các tuyến đường sắt cao tốc dành riêng cho hành khách, chiếm một phần lớn trong ngân sách ngày càng tăng của chính phủ cho xây dựng đường sắt. Tổng vốn đầu tư vào các tuyến đường sắt mới đã tăng từ 14 tỷ đô la năm 2004 lên 22,7 đô la và 26,2 tỷ đô la trong năm 2006 và năm 2007  Để đối phó với suy thoái kinh tế toàn cầu, chính phủ đã đẩy nhanh tốc độ mở rộng HSR để kích thích tăng trưởng kinh tế. Tổng vốn đầu tư vào các tuyến đường sắt mới bao gồm HSR đạt 49,4 tỷ đô la trong năm 2008 và 88 tỷ đô la trong năm 2009. [39] Tổng cộng, tiểu bang đã lên kế hoạch chi 300 tỷ đô la để xây dựng mạng lưới HSR 25.000 km (16.000 mi) vào năm 2020.
Kể từ năm 2007, Đường sắt cao tốc Tần Hoàng Đảo - Thẩm Dương, chuyên chở các chuyến tàu với tốc độ tối đa 250 km/h (155 dặm / giờ) dọc theo Hành lang Liaoxi ở Đông Bắc, là tuyến HSR dành riêng cho hành khách (PDL) tại Trung Quốc, nhưng điều đó sẽ sớm thay đổi khi đất nước bắt đầu bùng nổ xây dựng đường sắt tốc độ cao.

### Lưới đường sắt cao tốc quốc gia (4 + 4)
Dịch vụ tàu cao tốc tốc độ cao hơn cho phép nhiều chuyến tàu chia sẻ đường ray và cải thiện năng lực vận chuyển đường sắt. Nhưng các chuyến tàu cao tốc thường phải chia sẻ đường ray với các chuyến tàu chở hàng nặng, chậm hơn trong một số trường hợp chỉ mất 5 phút. Để đạt được tốc độ cao hơn và khả năng vận chuyển, các nhà hoạch định bắt đầu đề xuất một mạng lưới HSR dành riêng cho hành khách ở quy mô lớn. Được khởi xướng bởi "Kế hoạch mạng lưới đường sắt trung hạn dài hạn" năm 2004 của MOR, một mạng lưới quốc gia bao gồm tám hành lang đường sắt cao tốc, bốn chạy theo hướng bắc-nam và bốn đi theo hướng đông tây, sẽ được xây dựng. Mạng được hình dung, cùng với các tuyến hiện có được nâng cấp, sẽ có tổng chiều dài 12.000 km (7.456 mi). Hầu hết các tuyến mới đi theo tuyến của các tuyến trung kế hiện có và chỉ được chỉ định cho hành khách đi lại. Chúng được biết đến như là các tuyến do hành khách chỉ định (PDL). Một số phần của lưới điện quốc gia, đặc biệt dọc theo hành lang ven biển phía đông nam, được xây dựng để liên kết các thành phố không có kết nối đường sắt trước đó. Những phần đó sẽ mang một sự pha trộn của hành khách và vận chuyển hàng hóa. Các tàu cao tốc trên PDL thường có thể đạt tới 300M35050 km/h (190, 220 mph). Trên các tuyến HSR hỗn hợp, dịch vụ tàu chở khách có thể đạt tốc độ tối đa 200 Ảo250 km/h (120 trừ160 dặm / giờ). Các PDL sớm nhất được xây dựng là các phần của hành lang kết nối các thành phố lớn trong cùng khu vực. Vào ngày 19 tháng 4 năm 2008, Hefei dòng Nam Kinh PDL ở phía Đông đã khai trương với tốc độ tối đa 250 km/h (155 dặm / giờ). Vào ngày 1 tháng 8 năm 2008, Đường sắt liên tỉnh Bắc Kinh Bắc Kinh đã khai mạc đúng thời gian cho Thế vận hội Mùa hè 2008. Tuyến này nằm giữa miền bắc Trung Quốc, hai thành phố lớn nhất, là thành phố đầu tiên trong cả nước có các chuyến tàu thương mại với tốc độ tối đa 350 km/h (217 dặm / giờ) và nổi bật là các đoàn tàu CRH2C và CRH3C. Dự án lưới điện quốc gia đầy tham vọng này đã được lên kế hoạch xây dựng vào năm 2020, nhưng sự kích thích của chính phủ đã đẩy nhanh thời gian biểu cho nhiều dòng.
Tuyến đường sắt cao tốc Vũ Hán Quảng Châu (Wuguang PDL), khai trương vào ngày 26 tháng 12 năm 2009, là tuyến đường sắt cao tốc xuyên khu vực đầu tiên của đất nước. Với tổng chiều dài 968 km (601 mi) và khả năng đáp ứng các chuyến tàu đi với tốc độ 350 km / giờ (217 dặm / giờ), Wuguang PDL đã lập kỷ lục thế giới về dịch vụ tàu thương mại nhanh nhất với tốc độ chuyến đi trung bình là 312,5 km / giờ (194,2 dặm / giờ). Du lịch bằng tàu hỏa giữa các thành phố lớn nhất miền trung và miền nam Trung Quốc, Vũ Hán và Quảng Châu, đã giảm xuống chỉ còn hơn ba giờ. Vào ngày 26 tháng 10 năm 2010, Trung Quốc đã khai trương tuyến đường sắt cao tốc thứ 15, tuyến Thượng Hải Hàng Châu và tiết lộ bộ tàu CRH380A do CSR Sifang sản xuất bắt đầu dịch vụ thường xuyên. Tuyến đường sắt cao tốc Bắc Kinh Thượng Hải, tuyến đường xuyên khu vực lớn thứ hai, khai trương vào tháng 6 năm 2011 và là tuyến đầu tiên được thiết kế với tốc độ tối đa 380 km/h (236 dặm / giờ) trong dịch vụ thương mại.
Đến tháng 1 năm 2011, Trung Quốc có mạng lưới đường sắt cao tốc dài nhất thế giới với khoảng 8.358 km (5.193 mi) tuyến có khả năng chạy ít nhất 200 km/h (124 dặm / giờ), bao gồm 2.197 km (1.365 mi) các tuyến đường sắt với tốc độ tối đa 350 km/h (217 dặm / giờ) [liên kết chết]  MOR đã cam kết đầu tư 709,1 tỷ Yên (107,9 tỷ USD) vào xây dựng đường sắt vào năm 2010 và sẽ đầu tư 700 tỷ Yên (106 USD) tỷ) vào năm 2011 trên 70 dự án đường sắt, trong đó có 15 dự án đường sắt cao tốc. Khoảng 4.715 km (2.930 mi) đường sắt cao tốc mới sẽ được mở, vào cuối năm 2011, Trung Quốc sẽ có 13.073 km (8.123 mi) đường sắt có khả năng chở tàu với tốc độ ít nhất 200 km/h (124 mph).

### Tham nhũng và các quan ngại
Vào tháng 2 năm 2011, Bộ trưởng Đường sắt Lưu Chí Quân, một người đề xuất chính cho việc mở rộng HSR ở Trung Quốc, đã bị cách chức khỏi các tội danh tham nhũng. Nhà kinh tế ước tính Liu chấp nhận 1 tỷ hối lộ (152 triệu đô la) liên quan đến các dự án xây dựng đường sắt. Các nhà điều tra đã tìm thấy bằng chứng cho thấy 187 triệu đô la (28,5 triệu đô la) đã bị chiếm dụng từ Đường sắt cao tốc Bắc Kinh Thượng Hải trị giá 33 tỷ đô la vào năm 2010. Một quan chức hàng đầu khác của Bộ Đường sắt, Zhang Shuguang, cũng bị cách chức vì tham nhũng. Zhang được ước tính đã chiếm dụng tài khoản cá nhân ở nước ngoài của anh ta tương đương 2,8 tỷ đô la.

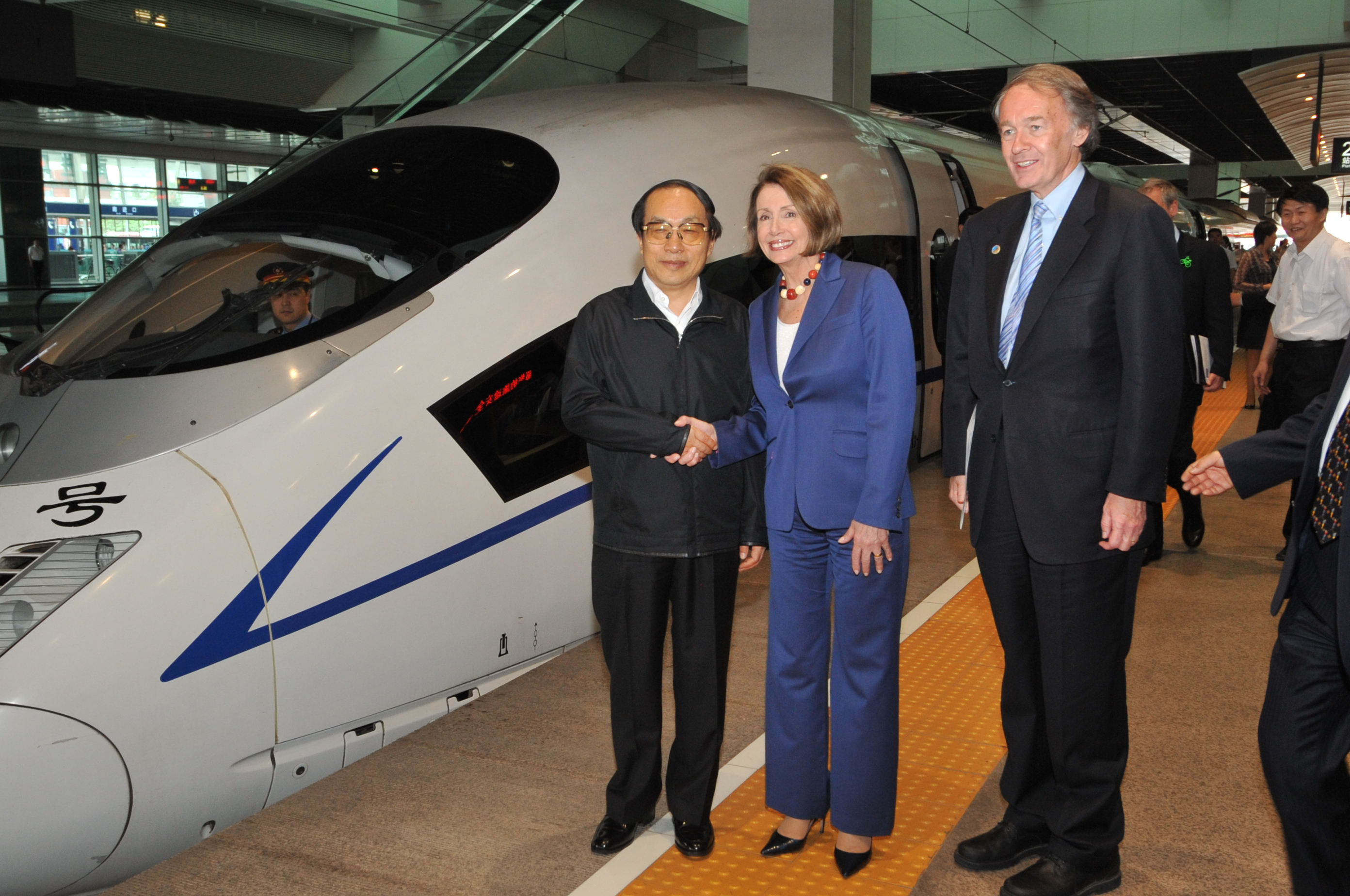
Cựu Bộ trưởng Đường sắt Lưu Chí Quân tiếp đón bà Nancy Pelosi và Edward Markey, thành viên của Quốc hội Hoa Kỳ, tại Bắc Kinh năm 2009.

Sau sự rung chuyển chính trị, những lo ngại về an toàn HSR, giá vé cao, tính bền vững tài chính và tác động môi trường đã nhận được sự xem xét kỹ lưỡng hơn trên báo chí Trung Quốc.
Vào tháng 4 năm 2011, Bộ trưởng Bộ Đường sắt mới Sheng Guangzu nói rằng do tham nhũng, an toàn có thể đã bị xâm phạm trong một số dự án xây dựng và ngày hoàn thành có thể phải bị đẩy lùi. Sheng tuyên bố rằng tất cả các chuyến tàu trong mạng lưới đường sắt cao tốc sẽ hoạt động với tốc độ tối đa 300 km/h (186 dặm / giờ) bắt đầu vào ngày 1 tháng 7 năm 2011  Điều này là để đáp lại những lo ngại về sự an toàn, lượng hành khách thấp do giá vé cao, và sử dụng năng lượng cao.  Vào ngày 13 tháng 6 năm 2011, MOR đã làm rõ trong một cuộc họp báo rằng việc giảm tốc độ không phải do lo ngại về an toàn mà là cung cấp vé giá rẻ hơn cho các chuyến tàu ở tốc độ 250 km/h (155 dặm / giờ) và tăng lượng hành khách. Du lịch tàu cao tốc sử dụng năng lượng lớn hơn và áp đặt nhiều hao mòn hơn cho máy móc đắt tiền. Các quan chức đường sắt đã hạ thấp tốc độ tối đa của tàu hỏa trên hầu hết các tuyến đang chạy ở tốc độ 350 km / giờ (217 dặm / giờ) xuống 300 km / giờ (186 dặm / giờ). Xe lửa trên tuyến cao tốc Bắc Kinh - Thiên Tân và một số tuyến nội thành khác vẫn ở tốc độ 350 km/h. Vào tháng 5 năm 2011, Bộ Bảo vệ Môi trường của Trung Quốc đã ra lệnh tạm dừng xây dựng và vận hành hai đường cao tốc không vượt qua các thử nghiệm tác động môi trường.  In June, the MOR maintained that high-speed rail construction was not slowing down. Vào tháng 6, MOR đã duy trì rằng việc xây dựng đường sắt tốc độ cao không bị chậm lại. Tàu CRH380A trên Đường sắt cao tốc Bắc Kinh Thượng Hải có thể đạt tốc độ hoạt động tối đa 380 km/h (240 dặm / giờ) nhưng bị giới hạn ở 300 km/h. Dưới áp lực chính trị và công cộng, Văn phòng Kiểm toán Quốc gia (NAO) đã tiến hành một cuộc điều tra mở rộng về chất lượng xây dựng của tất cả các tuyến đường sắt cao tốc. Kể từ tháng 3 năm 2011, không có lỗi chất lượng lớn nào được tìm thấy trong hệ thống. Các nhà sản xuất nước ngoài liên quan đến liên kết tốc độ cao Thượng Hải-Bắc Kinh báo cáo rằng hợp đồng của họ yêu cầu tốc độ hoạt động tối đa 300 km/h (186 mph). Từ ngày 20 tháng 7 năm 2011, tần suất dịch vụ tàu từ Tế Nam đến Bắc Kinh và Thiên Tân đã giảm do công suất thấp, điều này làm gia tăng mối lo ngại về nhu cầu và lợi nhuận đối với các dịch vụ tốc độ cao. Sự cố dịch vụ trong tháng đầu tiên hoạt động đã đưa hành khách trở lại dịch vụ đường sắt chậm hơn và đi lại bằng đường hàng không; giá vé máy bay tăng trở lại do cạnh tranh giảm.
===Tai nạn Ôn Châu
Vào ngày 23 tháng 7 năm 2011, hai chuyến tàu cao tốc đã va chạm trên đường sắt Ninh Ba Thái Châu Ôn Châu ở quận Lucheng của Ôn Châu, tỉnh Chiết Giang.] Vụ tai nạn xảy ra khi một chuyến tàu đi gần Ôn Châu bị sét đánh, mất điện và bị đình trệ. Tín hiệu bị trục trặc, khiến một đoàn tàu khác kết thúc chuyến tàu bị đình trệ.[69] Một số xe ngựa bị trật bánh. [70] Truyền thông Trung Quốc do nhà nước xác nhận có 40 người chết và ít nhất 192 người nhập viện, trong đó có 12 người bị thương nặng. Vụ tai nạn tàu hỏa Ôn Châu và sự thiếu trách nhiệm của các quan chức đường sắt đã gây ra sự náo động cộng đồng và làm tăng mối lo ngại về sự an toàn và quản lý của hệ thống đường sắt cao tốc của Trung Quốc.  Những lo ngại về chất lượng và an toàn cũng ảnh hưởng đến kế hoạch xuất khẩu công nghệ tàu cao tốc rẻ hơn sang các nước khác.
Sau vụ tai nạn chết người, chính phủ Trung Quốc đã đình chỉ phê duyệt dự án đường sắt mới và tiến hành kiểm tra an toàn trên các thiết bị hiện có. Một ủy ban đã được thành lập để điều tra vụ tai nạn với chỉ thị báo cáo kết quả vào tháng 9 năm 2011 Vào ngày 10 tháng 8 năm 2011, chính phủ Trung Quốc tuyên bố rằng họ đang đình chỉ phê duyệt bất kỳ tuyến đường sắt cao tốc mới nào đang chờ kết quả điều tra. Bộ trưởng Bộ Đường sắt tuyên bố cắt giảm thêm tốc độ của tàu cao tốc Trung Quốc, với tốc độ của tàu 'D' hạng hai giảm từ 250 km/h (155 mph) xuống 200 km/h (124 dặm / giờ), và 200 km/h đến 160 km/h trên các tuyến đã được nâng cấp. Tốc độ của các chuyến tàu 350 km/h (217 dặm / giờ) còn lại giữa Thượng Hải và Hàng Châu đã giảm xuống còn 300 km / giờ (186 dặm / giờ) kể từ ngày 28 tháng 8 năm 2011 Để kích thích hành khách, vào ngày 16 tháng 8 năm 2011, giá vé trên các chuyến tàu cao tốc đã giảm năm phần trăm. Từ tháng 7 đến tháng 9, lượng hành khách đường sắt cao tốc ở Trung Quốc đã giảm gần 30 triệu xuống còn 151 triệu chuyến.

### Chậm lại về tài chính và xây dựng

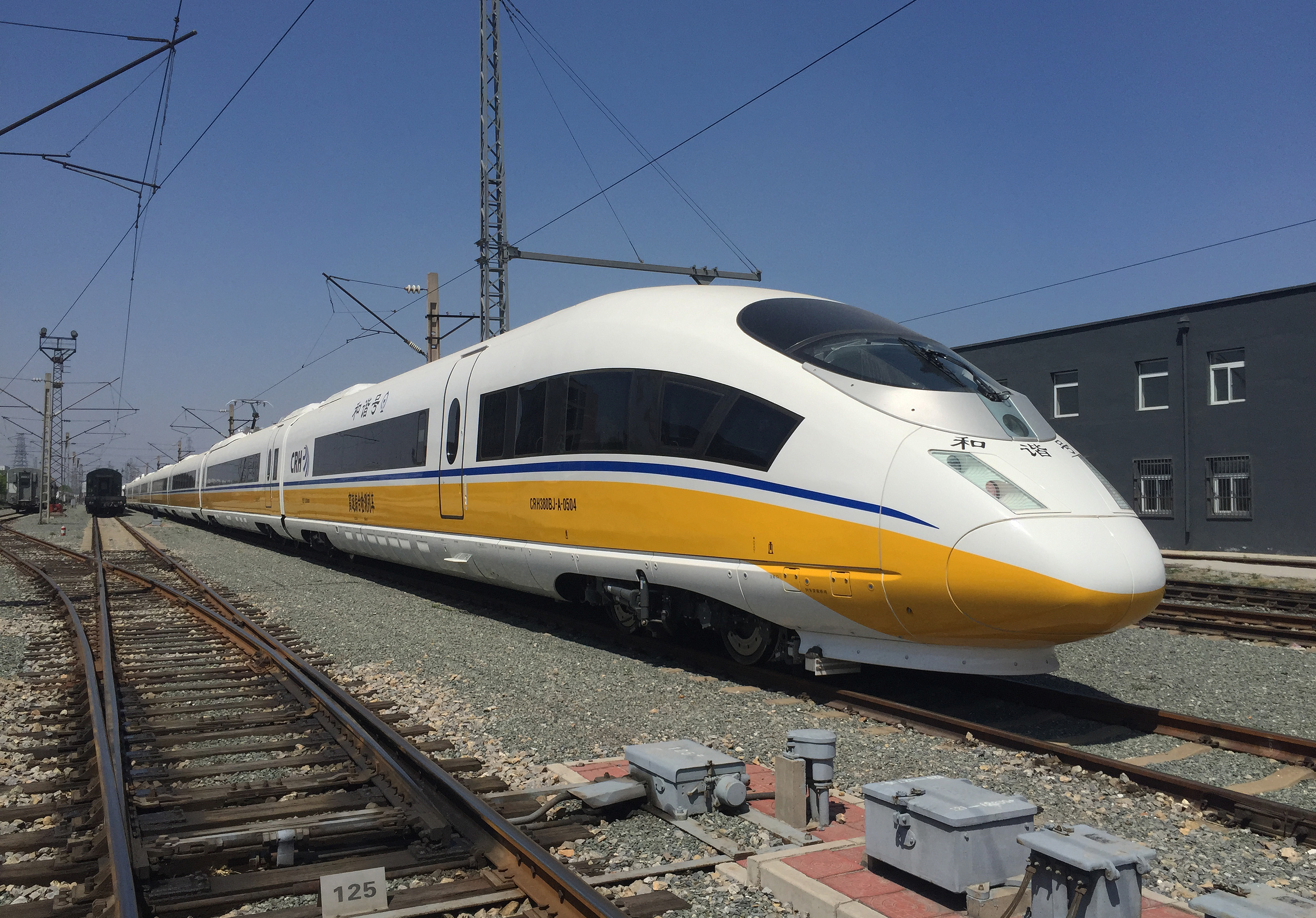
Một đoàn tàu kiểm tra toàn diện đang thử nghiệm hiệu suất của nó trong điều kiện nhiệt độ cao và nhiệt độ thấp ở Hắc Long Giang, Đông Bắc Trung Quốc.

Trong nửa đầu năm 2011, MOR nói chung đã kiếm được lợi nhuận 4,29 tỷ Yên và mang tổng gánh nặng nợ là 2,09 nghìn tỷ Yên, bằng khoảng 5% GDP của Trung Quốc. Thu nhập từ các tuyến vận chuyển hàng hóa có lợi nhuận cao hơn đã giúp bù đắp tổn thất của các tuyến đường sắt cao tốc. [Cần dẫn nguồn] Kể từ các năm kết thúc 2008, 2009 và 2010, tỷ lệ nợ trên tài sản của MOR lần lượt là 46,81%, 53,06% và 57,44%, và đạt 58,58% vào giữa năm 2011. Kể từ ngày 12 tháng 10 năm 2011, MOR đã phát hành 160 tỷ nợ trong năm. Nhưng vào cuối mùa hè, các ngân hàng nhà nước bắt đầu cắt giảm cho vay đối với các dự án xây dựng đường sắt, làm giảm tài trợ cho các dự án đường sắt hiện có. Một cuộc điều tra của 23 công ty xây dựng đường sắt vào tháng 8 năm 2011 cho thấy 70% các dự án hiện tại đã bị chậm lại hoặc tạm dừng chủ yếu do thiếu kinh phí. [89] Các tuyến bị ảnh hưởng bao gồm các tuyến đường sắt cao tốc Hạ Môn-Thâm Quyến, Nam Ninh, Quảng Châu, Quảng Châu, Shijazhuang-Vũ Hán, Thiên Tân-Bảo Định và Thượng Hải-Côn Minh. [85] [86] Đến tháng 10, công việc đã tạm dừng khi xây dựng 10.000 km (6.200 dặm) đường ray. [85] Các dự án mới đã bị trì hoãn và ngày hoàn thành cho các dự án hiện có, bao gồm cả Thiên Tân-Bảo Định, Cáp Nhĩ Tân-Jiamusi, Trịnh Châu-Từ Châu vành đai Hải Nam (phía Tây), đã bị đẩy lùi. [89] Kể từ tháng 10 năm 2011, MOR được cho là tập trung các nguồn lực còn lại vào các tuyến đường sắt tốc độ cao ít hơn và chuyển trọng tâm sang đường sắt vận chuyển than có hiệu quả kinh tế hơn. [87]
Để giảm bớt tình trạng thiếu tín dụng đối với việc xây dựng đường sắt, Bộ Tài chính tuyên bố cắt giảm thuế đối với tiền lãi từ trái phiếu tài chính xây dựng đường sắt và Hội đồng Nhà nước đã ra lệnh cho các ngân hàng nhà nước gia hạn cho vay đối với các dự án đường sắt. [85] Vào cuối tháng 10 và tháng 11 năm 2011, MOR đã huy động được 250 tỷ RMB tài chính và xây dựng mới được nối lại trên một số dòng bao gồm Thiên Tân-Bảo Định, Hạ Môn-Thâm Quyến và Thượng Hải-Côn Minh.

### Phục hồi

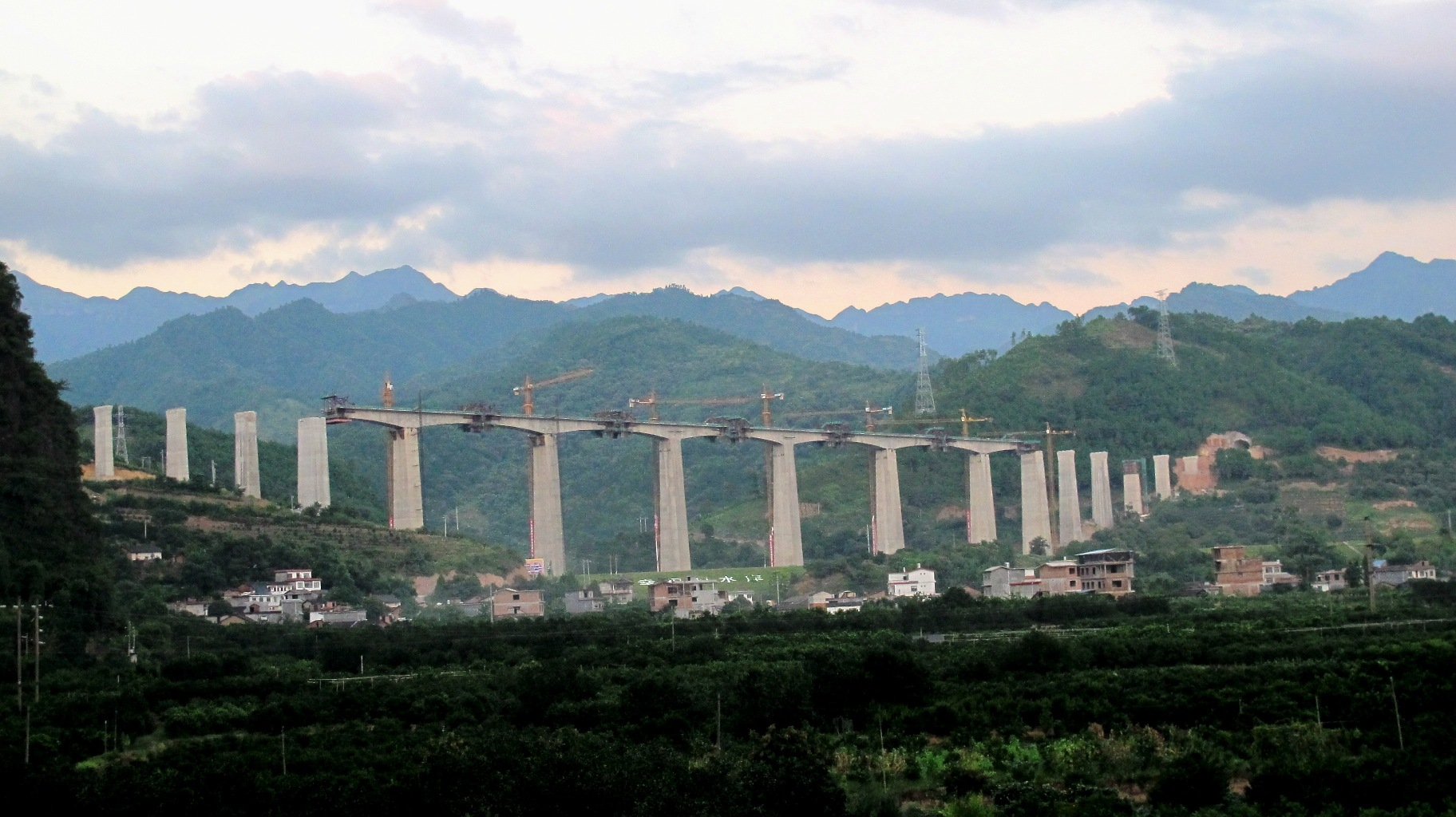
Đường sắt cao tốc Quảng Châu Quảng Châu đang được xây dựng tại Dương Châu, Quảng Tây vào tháng 8 năm 2013. Tuyến này đi qua 270 hang động và 510 thung lũng trong cảnh quan karst của phía tây nam Trung Quốc. Cầu và đường hầm bao gồm 83% tổng chiều dài 857 km của tuyến này, bao gồm 92% tại Tỉnh Quý Châu. Thời gian di chuyển bằng tàu giữa Quý Châu và Quảng Châu đã giảm từ 20 giờ xuống còn 4 giờ.

Đến đầu năm 2012, chính phủ Trung Quốc đã gia hạn đầu tư vào đường sắt cao tốc để làm trẻ hóa nền kinh tế đang chậm lại. Thủ tướng Ôn Gia Bảo đã đến thăm các nhà sản xuất xe lửa và bỏ phiếu tín nhiệm trong ngành. [93] Trong suốt cả năm, ngân sách MOR cộng đã tăng từ 64,3 tỷ đô la lên 96,5 tỷ đô la. [93] Năm tuyến mới có tổng chiều dài 2.563 km (1.593 mi) được đưa vào hoạt động từ ngày 30 tháng 6 đến ngày 31 tháng 12, bao gồm cả đoạn Bắc Kinh-Vũ Hán của tuyến Bắc Kinh - Quảng Châu. [94] Vào cuối năm 2012, tổng chiều dài của đường ray xe lửa tốc độ cao đã đạt 9.300 km (5,800 mi), và hành khách đã hồi phục và vượt mức trước vụ tai nạn Ôn Châu. [95] [96] 1.580 tàu cao tốc của Trung Quốc đã vận chuyển 1,33 triệu hành khách mỗi ngày, chiếm khoảng 25,7% lưu lượng hành khách nói chung. [94] Các tuyến Bắc Kinh- Thiên Tân, Thượng Hải-Nam Kinh, Bắc Kinh-Thượng Hải và Thượng Hải-Hàng Châu đã hòa vốn , tuyến Thượng Hải-Nam Kinh thậm chí đã báo cáo là có lợi nhuận hoạt động,  hoạt động với lợi nhuận ròng 380 triệu nhân dân tệ. Tuy nhiên, toàn bộ hệ thống vẫn đang mất tiền và lo ngại về tham nhũng, an toàn và giá vé cao vẫn tồn tại.
Vào ngày 28 tháng 12 năm 2013, tổng chiều dài các tuyến đường sắt cao tốc trên toàn quốc đứng đầu 10.000 km (6.200 dặm) với việc khai trương Hạ Môn Hạ Thâm, Tây An Bảo Bảo, Đường sắt cao tốc Trùng Khánh cũng như đường liên tỉnh ở Hồ Bắc và Quảng Tây.

### Bùng nổ thứ hai

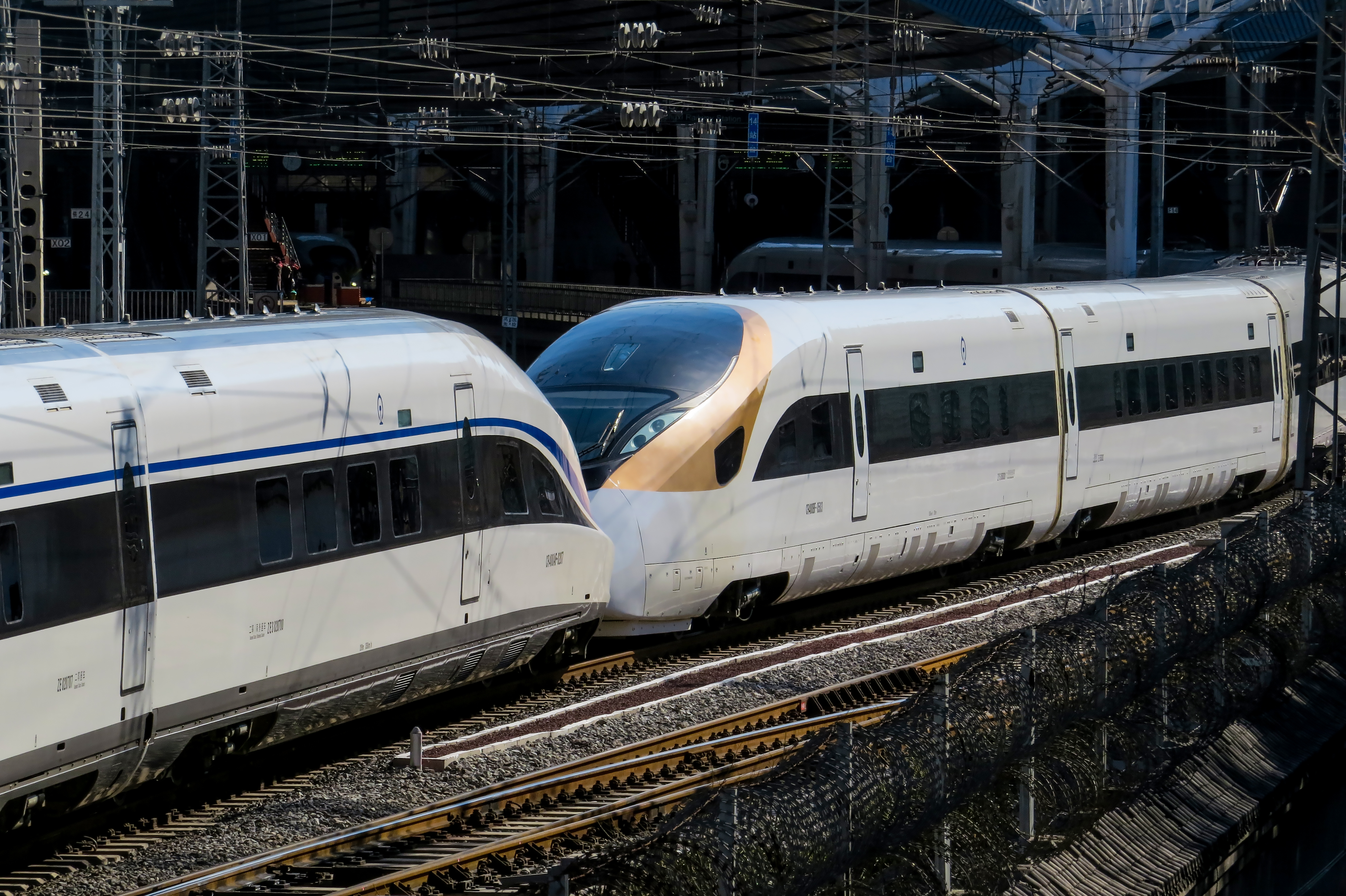
Tiêu đề kép của CR400AF và CR400BF, hai mẫu EMU được tiêu chuẩn hóa của Trung Quốc được chế tạo bởi các nhà sản xuất khác nhau, tại nhà ga đường sắt Tây Bắc vào tháng 2 năm 2017

Vào năm 2014, việc mở rộng đường sắt tốc độ cao đã đạt được tốc độ với việc mở các đường Thái Nguyên Tây An, Hàng Châu-Trường Sa, Lan Châu-Ürümqi, Guiyang-Quảng Châu, Nanning-Quảng Châu và các tuyến liên tỉnh quanh Vũ Hán, Thành Đô, Thanh Đảo and Zhengzhou. Dịch vụ đường sắt chở khách tốc độ cao mở rộng đến 28 tỉnh và khu vực. Số lượng các đoàn tàu cao tốc đang hoạt động đã tăng từ 1.277 đôi trong tháng 6 lên tới 1.556,5 cặp trong tháng 12.
Để đối phó với nền kinh tế đang chậm lại, các nhà hoạch định trung ương đã phê duyệt một loạt các dòng mới bao gồm Thương Khâu-Hợp Phì-Hàng Châu, Trịnh Châu-Wanzhou, Liên Vân Cảng-Trạm Giang, Lâm Nghi-Qufu, Cáp Nhĩ Tân-Mudanjiang, Ngân Xuyên-Tây An, Đại Đồng-Trương Gia Khẩu, và các tuyến liên thành phố ở Zhejiang và Jiangxi.
Chính phủ tích cực thúc đẩy xuất khẩu công nghệ đường sắt cao tốc sang các nước bao gồm Mexico, Thái Lan, Anh, Ấn Độ, Nga và Thổ Nhĩ Kỳ. Để cạnh tranh tốt hơn với các nhà đào tạo nước ngoài, chính quyền trung ương đã sắp xếp việc sáp nhập hai nhà sản xuất tàu cao tốc chính của đất nước là CSR và CNR vào Tập đoàn Đường sắt Trung Quốc.
Năm 2015, sáu tuyến đường sắt cao tốc, Bắc Kinh, Thiên Tân, Thượng Hải, Nam Kinh, Thượng Hải, Thượng Hải, Hàng Châu, Hàng Châu, Hàng Châu và Hàng Châu Quảng Châu, Thâm Quyến, Hồng Kông, báo cáo lợi nhuận hoạt động. Công ty Bắc Kinh Thượng Hải đặc biệt có lãi khi báo cáo lãi ròng 6,6 tỷ nhân dân tệ.
Năm 2016, với việc hoàn thành lưới điện quốc gia 4 + 4, kế hoạch "Mạng lưới đường sắt trung dài hạn" mới đã được soạn thảo. Kế hoạch hình dung một mạng lưới đường sắt cao tốc 8 + 8 lớn hơn phục vụ quốc gia và các tuyến liên tỉnh mở rộng cho các dịch vụ khu vực và đi lại cho các khu vực đô thị lớn của Trung Quốc. Ngày hoàn thành đề xuất cho mạng là 2030.